# Diecéze Pertusa
Diecéze Pertusa je titulární diecéze římskokatolické církve.

## Historie
Pertusa, identifikovatelné s El-Haraïria v dnešním Tunisku, bylo starobylé biskupské sídlo nacházející se v římské provincii Africa Proconsularis. Byla sufragánou arcidiecéze Kartágo.
Známe jen jednoho biskupa tohoto sídla; Martialus, který byl roku 392 jeden ze světitelů biskupa donatisty disidenta Maximiana z Kartága. Roku 394 byl odsouzen spolu s dalšími maximiniastickými v Bagai.
Dnes je využívána jako titulární biskupské sídlo; současným titulárním biskupem je Philippe Jean-Charles Jourdan, apoštolský administrátor Estonska.

## Seznam biskupů
- Martialus (zmíněn roku 394)

## Seznam titulárních biskupů
- Georges Joseph Haezaert, C.S.Sp. (1935–1957)
- Leonard Philip Cowley (1957–1973)
- George Kinzie Fitzsimons (1975–1984)
- Kazimierz Górny (1984–1992)
- Roberto Rodríguez (1992–1998)
- Liborius Ndumbukuti Nashenda, O.M.I. (1998–2004)
- Philippe Jean-Charles Jourdan (od 2005)